# Studna (základ)
Studny  pro zakládání jsou konstrukce hranolového nebo válcovitého tvaru, které se do zeminy zapouštějí podhrabáváním. Používalo se hlavně při zakládání v lehce rozpojitelných horninách a zeminách. 

## Pracovní postup
- spouštění studny její vlastní vahou při podhrabávání pod břitem a postupným nasazování skruží či roubení na vrchol konstrukce
- po dosažení základové úrovně zpevněním dna
- zhotovení základové konstrukce vybetonováním studny s hydroizolací

## Materiál studní
Studny mohou být z železobetonových skruží, dřevěného roubení. 